# Ataenius santarosae
Ataenius santarosae är en skalbaggsart som beskrevs av Zdzisława Stebnicka 2007. Ataenius santarosae ingår i släktet Ataenius och familjen Aphodiidae. Inga underarter finns listade.